# Otto Zech
Otto Zech (* 21. Oktober 1886 in Suckowshof, Pommern; † 7. Mai 1965 in Murnau am Staffelsee) war ein deutscher Generalmajor der Luftwaffe im Zweiten Weltkrieg.

## Leben

### Frühe Jahre und Erster Weltkrieg
Nach dem Besuch des Kadettenkorps wurde Zech 14. März 1905 als charakterisierter Fähnrich dem Infanterie-Regiment „Graf Bose“ (1. Thüringisches) Nr. 31 der Preußischen Armee überwiesen und avancierte bis Mitte August 1906 zum Leutnant. Vom 1. Oktober 1913 bis 1. August 1914 absolvierte er eine Flugzeugführerausbildung. Mit Beginn des Ersten Weltkrieges kam er zur Feldflieger-Abteilung 9 und stieg Anfang Dezember 1914 zum Oberleutnant auf. Am 10. Februar 1915 wurde er zum Armeeflugpark 6 delegiert und fungierte von Mitte  Dezember 1915 bis Mitte Oktober 1917 als Flugzeugführer im Kampfgeschwader 4 der Obersten Heeresleitung. Zwischenzeitlich im März 1916 zum Hauptmann befördert, war er bis Kriegsende Führer des Armeeflugparks 1.
Nach Kriegsende erfolgte seine Rückversetzung in sein Stammregiment. Zech kehrte in Heimat zurück, wo das Regiment bis zum 13. Februar 1919 demobilisiert wurde. Kurzzeitig war er vom 1. Januar bis 15. Januar 1919 Führer der Freiwilligen Schwadron des Husaren-Regiments 8. Nach der Auflösung seines Regiments, war Zech vom 14. Februar 1919 bis Ende September 1920 Kompanieführer beim Freiwilligen Landesjägerkorps Maerker. Zum 30. September 1920 schied Zech aus dem aktiven Wehrdienst als Hauptmann aus.

### Wehrmacht und Zweiter Weltkrieg
Am 28. August 1934 wurde Zech als E-Offizier der im Aufbau begriffenen Luftwaffe eingestellt und am 1. Januar 1935 zum Major befördert. Dort fand er bis Ende März 1938 Verwendung als Kommandeur der Fliegergruppe P in Seerappen. Vom 1. April 1938 bis Ende 39 führte er die Geschicke des Luftparks Stendal ebendort. Inzwischen zum Oberstleutnant befördert, nahm Zech von Januar über den Beginn des Zweiten Weltkriegs bis November 1939 die Funktion des Kommandeurs des Luftzeugamtes Göttingen wahr. Anschließend war er von Dezember 1939 bis Ende Mai 1940 Quartiermeister beim Luftgau-Kommando I. Hierauf folgend war Zech bis Ende März 1944 Kommandeur bei verschiedenen Luftzeugtruppen. So zunächst in Westfrankreich (bis Ende März 1941),  der Luftzeugtruppe 17 (April 1941 bis Juni 1941), der Feldluftzeuggruppe Rumänien, später Italien sowie vom November 1943 bis 7. März 1944 Kommandeur der Luftzeuggruppe 1. Vom 8. März bis Ende November 1944 fungierte er als Kommandeur der Luftgautruppen I in Königsberg und Danzig. Zum 1. Dezember 1944 wurde Zech bei der Flieger-Ersatz-Division zur Verwendung gehalten, kam jedoch zu keinen eigenen Kommando mehr. Am 28. Februar 1945 schied er aus dem aktiven Wehrdienst als Generalmajor aus.